# 沧州专区
沧州专区，於1958年前称沧县专区，中華人民共和國河北省已經撤销的行政区，在今河北省东部。1949年置，专署驻沧镇（今沧州市区）。辖沧县、青县、黄骅（原新海县）、建国、交河、献县、肃宁、河间、任丘9县及沧镇、泊镇。
1952年，青县、任丘2县划归天津专区，肃宁县划归定县专区；原属衡水专区的阜城、景县、故城3县和山东省德州专区的吴桥、东光、南皮、盐山、庆云、宁津6县划入沧县专区。辖15县、2镇。
1953年，泊镇升设泊头市，专署迁此；沧镇改为县辖镇，并入沧县。1954年，撤销建国县，并入河间、沧县、献县3县；原属石家庄专区的武强县和定县专区的肃宁县划入沧县专区。1955年，由盐山、黄骅、沧县3县析置孟村回族自治县。1958年，撤销沧县专区，所属16县并入天津专区。
1961年，设立沧州专区，专署驻沧州市；将天津市所属沧县、黄骅、盐山、宁津、吴桥、交河、献县、河间、任丘9县划入沧州专区。同年，恢复1958年划归天津专区后撤销的青县、庆云、南皮、东光、景县、故城6县。沧州专区辖1市、15县。
1962年，恢复1958年划归天津专区后撤销的肃宁、阜城2县和孟村回族自治县，将故城、景县、阜城3县划归衡水专区。专区辖1市、14县、1自治县。1965年，以山东省无棣县划入河北省的部分和盐山、黄骅2县析置海兴县；将庆云、宁津2县划归山东省德州专区。专区辖1市、13县、1自治县。
1968年，沧州专区改称沧州地区。

## 沧州地区
沧州地区辖原沧州专区的沧州市、沧县、河间县、肃宁县、献县、交河县、吴桥县、东光县、南皮县、盐山县、黄骅县、孟村回族自治县、青县、任丘县、海兴县，共1市、13县、1自治县。
1982年12月13日，将交河县的泊镇恢复为泊头市。
1983年5月5日，撤销交河县，将其所辖区域划归泊头市管辖。
1983年11月15日，沧州市升为省辖市，将沧县划归沧州市管辖。
1986年3月5日，撤销任丘县，设立任丘市（县级）。
1986年4月5日，将青县划归沧州市管辖。
1989年7月27日，撤销黄骅县，设立黄骅市（县级）。
1990年10月18日，撤销河间县，设立河间市（县级）。
1993年6月19日，撤销沧州地区，实行地、市合并。将东光、海兴、盐山、肃宁、南皮、吴桥、献县和孟村回族自治县8县划归沧州市管辖，泊头、任丘、黄骅、河间4个县级市由省直辖，沧州市代管。